# OrgasMe!
OrgasMe! (OrgasMe!: Sex turned into a card game) ist ein Kartenspiel für zwei bis sechs Erwachsene der deutschen Spieleautoren Michael Neumann und Max Haupt, das 2016 bei deren Kleinverlag rappel GbR erschienen ist. Das Spiel wurde über eine erfolgreiche Kampagne bei Kickstarter.com realisiert und thematisch geht es darum, einen Orgasmus trotz ständiger Reize der Mitspieler möglichst lange herauszuzögern.

## Ausstattung und Thema
Das Spiel OrgasMe! besteht aus 30 Fetischkarten („Preferences“), 60 Angriffskarten, 16 Reaktionskarten sowie vier Eventkarten und 6 OrgasMeter. Im Spiel versuchen die Spieler jeweils, die Mitspieler mit Angriffskarten so weit zu reizen, dass sich deren auf dem OrgasMeter angezeigter Erregungszustand mehr und mehr steigert, bis sie einen „Orgasmus“ bekommen. Der Spieler, der am längsten durchhält, gewinnt das Spiel.

## Spielweise
Zur Spielvorbereitung bekommt jeder Spieler ein OrgasMeter und nimmt einen beliebigen Gegenstand als Orgamusmarker (die Spielregel schlägt eine Münze, einen Ehering, oder eine Viagra-Pille vor), dieser Marker kommt auf das Startfeld des OrgasMeters. Danach werden die Fetischkarten gemischt und jeder Spieler bekommt verdeckt vier Karten, von denen er sich zwei aussucht und zwei zurückgibt. Die gewählten Fetischkarten werden nun offen vor dem Spieler ausgelegt. Diese Fetische zeigen die sexuellen Vorlieben des Spielers an und damit, auf welche Angriffskarten dieser besonders reagiert; zugleich bekommt der Spieler durch jede der Karten eine Spezialfähigkeit. Die restlichen Karten (Angriffe, Reaktion und Events) werden gemischt und als Nachziehstapel verdeckt bereitgelegt.
Die Spieler spielen nacheinander im Uhrzeigersinn beginnend mit einem Startspieler. Immer, wenn ein neuer Spieler seinen Zug beginnt, ziehen alle Spieler jeweils eine Karte vom Nachziehstapel. Der jeweils aktive Spieler greift während seines Zuges seine Mitspieler mit seinen Aktionskarten an, wobei im Spiel mit zwei Spielern die Anzahl der Angriffe nicht begrenzt ist und beim Spiel mit mehr als zwei Spielern jeder Mitspieler pro Runde nur einmal attackiert werden darf. Der Spieler darf seinen Zug jederzeit beenden und wenn er in einem Zug mindestens einen Mitspieler angegriffen hat, darf er zum Zugende eine Karte ziehen und der nächste Spieler ist an der Reihe.
Wird ein Spieler mit einer Aktionskarte angegriffen, erhöht sich dessen Geilheit auf dem OrgasMeter um einen Punkt. Wenn die Angriffskarte im Typ einem oder beiden Fetischen des angegriffenen Spielers entspricht, erhöht sich die Geilheit um einen zusätzlich Punkt pro gereizten Fetisch. Der angegriffene Spieler kann sich allerdings mit Reaktionskarten gegen Aktionskarten wehren, wobei er maximal eine Reaktionskarte pro Angriff einsetzen darf.
Das Spiel endet, wenn der OrgasMeter eines Spielers die höchste Stufe erreicht und dieser somit einen Orgasmus bekommt. Dieser Spieler verliert das Spiel. In der „Last-Man-Standing“-Variante spielen die restlichen Spieler weiter, bis nur noch ein Spieler übrig bleibt, der noch keinen Orgasmus hatte. Sobald jedoch nur noch zwei Spieler übrig sind, wählen beide Spieler jeweils eine ihrer Handkarten aus und legen den Rest zur Seite, danach duellieren sie sich nach den Standardregeln für zwei Spieler und dürfen entsprechend auch mehrere Angriffe auf den Gegner pro Runde durchführen.

## Entwicklung und Rezeption
OrgasMe! wurde von den beiden deutschen Spieleautoren Michael Neumann und Max Haupt entwickelt und 2016 nach einer erfolgreichen Kampagne vom 28. Juni bis 28. Juli 2016 bei Kickstarter.com bei deren Kleinverlag rappel GbR veröffentlicht. Dabei wurde das Kampagnenziel von 20.000 Euro bereits nach 6 Tagen erreicht und später deutlich überschritten, für die Realisierung wurden insgesamt 64.831 Euro von 1781 Unterstützern gesammelt. Die Illustrationen der Karten stammen von Laura Oeche.
Das Spiel OrgasMe! wurde wortgleich im Berliner Kurier und dem Express als Kuriosum vorgestellt. Eine sehr positive Bewertung erhielt das Spiel zudem von der Website spiele-akademie.de.

## Belege
1. 1 2 3 4  
Spielanleitung OrgasMe!
2. 1 2  
OrgasMe!, kickstarter-Kampagne; abgerufen am 10. September 2018.
3. ↑  
Spaß für die ganze Familie? „OrgasMe!“: Dieses Spiel ist nichts für Notgeile. Berliner Kurier, 11. Juli 2016; abgerufen am 10. September 2018.
4. ↑  
Spaß für die ganze Familie? „OrgasMe!“: Dieses Spiel ist nichts für Notgeile. Express, 11. Juli 2016; abgerufen am 10. September 2018.
5. ↑  
OrgasMe! Rezension auf der Website spiele-akademie.de, 7. November 2016; abgerufen am 10. September 2018.